# ديفيد هانسون (مهندس روبوتات)
ديفيد هانسون (بالإنجليزية: David Hanson) مهندس روبوتات أمريكي والمؤسس والرئيس التنفيذي لشركة هانسون للروبوتات التي تأسست في عام 2013 في هونغ كونغ والمتخصصة في مجال الروبوتات. حيث يقوم المصمم بإنشاء روبوتات إنسانية لها تعبيرات وجه واقعية وقدرات كبيرة على المحادثة.
يرجع الفضل له ولشركته في تصميم صوفيا وغيرها من الروبوتات المصممة لتقليد السلوك البشري. تعتبر صوفيا هي أول روبوت يحصل على جنسية بعد حصلولها على اهتمام إعلامي واسع النطاق.

## النشأة والتعليم
ولد الدكتور هانسون في دالاس، تكساس، الولايات المتحدة في 20 ديسمبر 1969. التحق في عامه الأخير من التعليم الثانوي بمدرسة هايلاند بارك الثانوية لتفوقها في تدريس الرياضيات والعلوم. كانت هوايات هانسون في فترة مراهقته هي الرسم وقراءة أعمال الخيال العلمي لكتاب مثل إسحاق عظيموف وفيليب ك. ديك– يعتبر ديك من أهم من تأثر بهم في حياته العملية.
حصل هانسون على شهادة البكالوريوس من كلية رود أيلاند للتصميم في مجال الأفلام/ الرسوم المتحركة/ الفيديو. بينما حصل على شهادة الدكتوراه في الفنون والهندسة التفاعلية من جامعة تكساس في دالاس. في عام 1995، كجزء من مشروع دراسة مستقلة عن تجارب خارج الجسم استطاع تصميم رأسًا بشريًا يشبهه يدار بواسطه مشغل عن بعد.
كانت أطروحة الدكتورة هانسون بعنوان تطوير نموذج اختبار التنفس المتقدم

## المهنة
اهتم هانسون في حياته العملية في تصميم الروبوتات الإنسانية وتعتبر صوفيا هي أشهر تصاميمه حتى الآن وأول روبوت يحصل على جنسية بعد حصولها على الجنسية السعودية.
في عام 2004 في مؤتمر الجمعية الأمريكية لتقدم العلوم (AAAS) بدنفر، قدم ديفيد هانسون K-Bot، عبارة عن رأس آلي بله تقسيمات بشرية مغطى بجلد البوليمر وعينين زرقاء كبيرة. أسمى هانسون الروبوت على اسم مساعده كريستين نيلسون. يحتوي رأس الروبوت على 24 محرك سيرفو لمحاكاه الحركة البشرية بقدر المستطاع مع كاميرتان في العينين. لم يتجاوز عمر هانسون في ذلك الوقت 33 عاما وكان ما زال طالب دراسات عليا في جامعة تكساس، دالاس.
بعد تخرجه، عمل كفنان حيث التحق بشركة ديزني كنحات وباحث في مختبر ديزني إيماجنرينج. عمل أيضا كمصمم، ونحات، ومطور روبوتات في شركتي يونيفرسال بيكشرز وإم تي في. نجح هانسون في عام 2004 في تصميم روبوت هيرتز، عبارة عن رأس روبوت على هيئة امرأة اشترق في تصميمها ما يقرب من 9 أشهر.
في عام 2013، استطاع هانسون تأسيس شركة هانسون للروبوتات في هونغ كونغ وأصبح أول رئيس تنفيذي لها.
لدى هانسون أيضا العديد من المنشورات في علوم المواد والذكاء الاصطناعي والعلوم المعرفية ومجلات الروبوتات.
عند سؤال هانسون عن سبب اهتمامه بذلك المجال صرح قائلا:
«إن المظهر الإنساني الدقيق أمر لا بد منه إذا كان الناس سيتواصلون بشكل فعال مع الروبوتات».
كما صرح بأن الروبوتات الاجتماعية سيكون لديها القدرة قريبا على خدمة البشرية في مجموعة متنوعة من الوظائف وأن امكانية أن ترى روبوت في وظيفة معلم أو حارس أمن كبيرة للغاية.
تخدم العديد من تصاميم هانسون حاليًا في مؤسسات الأبحاث أو المؤسسات غير الربحية في جميع أنحاء العالم، بما في ذلك جامعة كامبريدج وجامعة جنيف وجامعة بيزا وفي مختبرات العلوم المعرفية وأبحاث الذكاء الاصطناعى.
قدمت شركة زينو التي أنشأها هانسون، روبوت طويل القامة مصمم على طراز صبي كرتون بغرض تقديم جلسات علاجية للأطفال المصابين بالتوحد في تكساس بعد تعاون مشترك بين كلا من جامعة تكساس في أرلينغتون ومركز دالاس للتوحد العلاجي وتكساس إنسترومنتس وهانسون.
ألبرت آينشتاين هوبو، هو واحدا من تلك الروبوتات، وهو روبوت مصمم على شكل ألبرت أينشتاين بحجم 14.5 بوصة يشارك في المحادثة ويعمل كرفيق أو معلم.

## التعليم الأكاديمي
في الفترة من عام 2011 إلى عام 2013، عمل هانسون أستاذًا مساعدًا لتدريس علوم وهندسة الكمبيوتر في جامعة تكساس في أرلينغتون. كما قام بالتدريس في عام 2010 في جامعة نورث تكساس كأستاذ مساعد في الفنون الجميلة والنحت الحركي/ التفاعلي، وفي جامعة تكساس في دالاس كمدرس للدراسة المستقلة في النحت التفاعلي.

## المظاهر العامة والإعلامية
ألقى هانسون خطابات في مؤتمرات التكنولوجيا الدولية الرائدة مثل معرض الالكترونيات الاستهلاكية وIBC.
- سي إن بي سي: أول مواطن آلي في العالم يدعو لحقوق المرأة في المملكة العربية السعودية.
- فورتشن: مطور روبوتات يحذر من أن تطورات الذكاء الاصطناعي قد تؤدي إلى كارثة.
- بيزنيس إنسايدر، تعرف على صوفيا، أول إنسان آلي في العالم يحصل على جنسية.
- روبوت أحلام الإنسان، فيلم وثائقي عام 2016.

## المنشورات

### الكتب
- إضفاء الطابع الإنساني على الروبوتات: كيف يمكن أن نجعل الروبوتات أكثر انسانية- 2 سبتمبر 2017، تأليف ديفيد هانسون.
- ثورة الروبوت القادمة: التوقعات والمخاوف بشأن الذكاء الاصنطاعي والروبوتات الاجتماعية- 27 فبراير 2009، تأليف يوسف بار كوهين وديفيد هانسون.
- تحليل تكاملي للروبوتات البشرية: أطروحة دكتوراه هانسون في جامعة تكساس في دالاس- 4 يناير 2017، تأليف ديفيد هانسون.

### الأوراق العلمية
- الربوتات الاجتماعية لعلاج الأطفال المصابين بالتوحد والتسبب في الإثارة الفسيولوجية، وزيادة المشاركة الاجتماعية للروبوتات- عام 2012.
- محرك هجين لتوليف تعبيرات الوجه للسيطرة على أندرويد- المؤتمر الدولي الرابع IEEE RAS / EMBS حول الروبوتات الطبية الحيوية والميكانيكا الحيوية- عام 2012.
- «تطوير نموذج اختبار التنفس المتقدم»، عام 2012.

## وصلات خارجية
- الموقع الرسمي
- صفحة ديفيد هانسون على تيد.